# Изобата
Изобата (грч. isos - једнак и грч. bathos - дубина) је линија која на плану или карти повезује тачке истих дубина (мора, река или језера).

## Мерење дубина
Дубине које су неопходне за исцртавање добијају се мерењем на терену. За мерење мањих и плићих дубина примењује се нумерисана челична сајла са тегом на једном крају. Код већих дубина употребљава се Лукасов дубиномер, који је на моторни погон. Данас је он све мање у употреби, јер се користе ултразвучни дубиномери — ехолоти. За мерење дубина на овај начин није потребно да се брод зауставља. Рељеф дна аутоматски се исцртава. Ехолот ради на принципу кретања таласа кроз воду, одбијања са дна и доласка до пријемног уређаја на броду.